# Хети III
Хети III — египетский фараон из X (Гераклеопольской) династии, правивший около 2130 года до н. э.
Правил не менее 20 лет, при нём Гераклеопольская династия достигла наивысшего могущества.

## Биография
В Туринском папирусе (4.23) называется шестым фараоном Гераклепольской династии, однако его имя не сохранилось, указано только то, что он был сыном Неферкары — вероятно, Неферкары VII, 3-го фараона IX династии.
При вступлении на престол Хети III с помощью армии подавил волнения в стране и ликвидировал восстание в Дельте и, вспыхнувшее вслед за тем выступление номархов Гермополя. Хети III продолжил также войну с кочевниками на востоке, разбил их, разрушил их поселения и угнал их скот. Восточная граница Египта была установлена от крепости Хебену до «Дороги Хора» (пограничная крепость в Восточной Дельте, в районе современного Эль-Кантара). После этого Хети III укрепил границу, построив вдоль неё целый ряд крепостей и разместив там гарнизоны воинов. Результатом этой политики был мир на восточной границе Египта и возобновление торговли с Финикией, которая поставляла лес.
В союзе с номархом Сиута Тефьебом, Хети III вел длительную войну с правителем Фив Иниотефом II, одержал над ним крупную победу, отодвинул южную границу до Тиниса, Маки и Таут, и вернул Абидос. Хети также вёл войны с ливийцами на западе. Вероятно, именно Хети III был отцом царевича Мерикара, которому адресовано «Поучение Гераклеопольского царя своему сыну Мерикара», содержащее советы жить в мире с Южным (Фиванским) царством.

## Ухоревс
Диодор Сицилийский, следуя Гекатею Абдерскому, сообщает о каком-то фараоне по имени Ухоревс (др.-греч. Οὐχορεύς, на русском встречалось также «Ухорей»), который якобы основал Мемфис и построил там большую плотину для защиты от наводнений. С этим Ухоревсом часто отождествляется Ὀχυράς, упомянутый у Георгия Синкелла. Это имя обычно возводят к ὀχρεύς «постоянный» и считают переводом древнеегипетского «Менес» с тем же значением.
Но возможно, Ухоревс — это солнечное имя Хети III, Wȝḥ-kȝ-Rʿ (Уахкара). Приписывание основания Мемфиса Ухоревсу, а не Менесу в таком случае связывается с возвращением столицы в Мемфис при Хети III, и может объясняться тем, что египетские информаторы Гекатея старались возвысить мемфисских правителей и принизить роль фиванских.